# Фебас, Алеш
А́леш Фе́бас Пе́рес (исп. Aleix Febas Pérez; род. 2 февраля 1996, Льейда, Испания) — испанский футболист, полузащитник клуба «Мальорка». Выступает на правах аренды в испанской «Малаге».

## Клубная карьера
На заре своей карьеры Алеш совершил нетипичный для уроженцев Каталонии переход: «Барселоне» и «Эспаньолу» он предпочёл мадридский «Реал». Он дебютировал во взрослом футболе в сезоне 2014/15 в составе «Реал Мадрид C», забив 5 мячей в 27 встречах Терсеры. Летом 2015 года главный тренер Зинедин Зидан перевёл полузащитника в «Кастилью». В сезоне 2015/16 Алеш провёл 33 игры в Сегунде B, отметившись 5 забитыми голами. Полузащитник остался важным игроком при новом главном тренере Сантьяго Солари: в 36 матчах он забил 3 гола и заслужил продление контракта по ходу сезона 2016/17.
В июле 2017 года Алеш был арендован «Сарагосой». В её составе полузащитник дебютировал в Сегунде, суммарно отыграв 39 встреч в сезоне 2017/18 и забив 2 гола. В следующем сезоне Алеш отправился в новую аренду, в клуб «Альбасете», приняв участие в 40 матчах второй лиги Испании и отличившись 2 раза. Летом 2019 года полузащитник на постоянной основе перебрался в стан новичка Примеры — «Мальорки». Он дебютировал в этом турнире 17 августа, сыграв 73 минуты в матче с «Эйбаром», а всего игрок провёл 29 встреч сезона. По его итогам островитяне понизились в классе, но Алеш не покинул команду и помог ей оформить быстрое возвращение, приняв участие в 34 играх Сегунды.

## Международная карьера
В 2012—2013 годах Алеш представлял Испанию на юношеском уровне, отыграв за неё в общей сложности 12 встреч.

## Достижения
«Кастилья»
- Победитель Сегунды B (1): 2015/16 (I группа)

## Личная жизнь
Младший брат Алеша, Хоэль — тоже футболист. В настоящее время он выступает за «Лериду».